# Skerdilaid Curri
Skerdilaid Curri (Kavajë, 6 ottobre 1975) è un allenatore di calcio e calciatore albanese, centrocampista del Poppenreuth.

## Carriera

### Giocatore

#### Club
Dopo aver giocato per diversi anni nel suo paese, in Albania, si è trasferito in Germania nel 1998.

### Nazionale
Ha collezionato anche 2 presenze con la nazionale albanese.

### Allenatore
Nella stagione 2012-2013 è stato per alcuni mesi giocatore-allenatore della squadra riserve dell'Erzgebirge Aue.

## Statistiche

### Presenze e reti nei club
Statistiche aggiornate al 9 maggio 2009.
| Stagione                | Squadra                 | Campionato              | Campionato | Campionato | Coppe nazionali | Coppe nazionali | Coppe nazionali | Coppe continentali | Coppe continentali | Coppe continentali | Altre coppe | Altre coppe | Altre coppe | Totale | Totale |
| Stagione                | Squadra                 | Comp                    | Pres       | Reti       | Comp            | Pres            | Reti            | Comp               | Pres               | Reti               | Comp        | Pres        | Reti        | Pres   | Reti   |
| ----------------------- | ----------------------- | ----------------------- | ---------- | ---------- | --------------- | --------------- | --------------- | ------------------ | ------------------ | ------------------ | ----------- | ----------- | ----------- | ------ | ------ |
| 1993-1994               | Besa Kavajë             | KP                      | 0          | 0          | CA              | 0               | 0               | -                  | -                  | -                  | -           | -           | -           | 0      | 0      |
| 1994-1995               | Besa Kavajë             | KP                      | 0          | 0          | CA              | 0               | 0               | -                  | -                  | -                  | -           | -           | -           | 0      | 0      |
| Totale Besa Kavajë      | Totale Besa Kavajë      | Totale Besa Kavajë      | 0          | 0          |                 | 0               | 0               |                    | -                  | -                  |             | -           | -           | 0      | 0      |
| 1995-1996               | Partizani Tirana        | KP                      | 0          | 0          | CA              | 0               | 0               | -                  | -                  | -                  | -           | -           | -           | 0      | 0      |
| 1996-1997               | Partizani Tirana        | KP                      | 0          | 0          | CA              | 0               | 0               | -                  | -                  | -                  | -           | -           | -           | 0      | 0      |
| 1997-gen. 1998          | Partizani Tirana        | KP                      | 0          | 0          | CA              | 0               | 0               | -                  | -                  | -                  | -           | -           | -           | 0      | 0      |
| Totale Partizani Tirana | Totale Partizani Tirana | Totale Partizani Tirana | 0          | 0          |                 | 0               | 0               |                    | -                  | -                  |             | -           | -           | 0      | 0      |
| gen.-giu. 1998          | Unterhaching            | 2L                      | 1          | 0          | CG              | 0               | 0               | -                  | -                  | -                  | -           | -           | -           | 1      | 0      |
| 1998-1999               | Starnberg               | 4L                      | 22         | 5          | CG              | 0               | 0               | -                  | -                  | -                  | -           | -           | -           | 22     | 5      |
| 1999-2000               | Plauen                  | 3L                      | 3          | 0          | CG              | 2               | 0               | -                  | -                  | -                  | -           | -           | -           | 5      | 0      |
| 2000-2001               | Plauen                  | 4L                      | 26         | 4          | CG              | 0               | 0               | -                  | -                  | -                  | -           | -           | -           | 26     | 4      |
| 2001-2002               | Plauen                  | 4L                      | 31         | 9          | CG              | 0               | 0               | -                  | -                  | -                  | -           | -           | -           | 31     | 9      |
| 2002-2003               | Plauen                  | 4L                      | 31         | 9          | CG              | 0               | 0               | -                  | -                  | -                  | -           | -           | -           | 31     | 9      |
| Totale Plauen           | Totale Plauen           | Totale Plauen           | 91         | 22         |                 | 2               | 0               |                    | -                  | -                  |             | -           | -           | 93     | 22     |
| 2003-2004               | Erzgebirge Aue          | 2L                      | 34         | 5          | CG              | 1               | 0               | -                  | -                  | -                  | -           | -           | -           | 35     | 5      |
| 2004-2005               | Erzgebirge Aue          | 2L                      | 28         | 6          | CG              | 1               | 0               | -                  | -                  | -                  | -           | -           | -           | 29     | 6      |
| 2005-2006               | Erzgebirge Aue          | 2L                      | 22         | 2          | CG              | 1               | 0               | -                  | -                  | -                  | -           | -           | -           | 23     | 2      |
| 2006-2007               | Erzgebirge Aue          | 2L                      | 25         | 2          | CG              | 1               | 0               | -                  | -                  | -                  | -           | -           | -           | 26     | 2      |
| 2007-2008               | Erzgebirge Aue          | 2L                      | 30         | 3          | CG              | 0               | 0               | -                  | -                  | -                  | -           | -           | -           | 30     | 3      |
| 2008-2009               | Erzgebirge Aue          | 3L                      | 30         | 5          | CG              | 2               | 0               | -                  | -                  | -                  | -           | -           | -           | 32     | 5      |
| 2009-2010               | Erzgebirge Aue          | 3L                      | 33         | 3          | CG              | 0               | 0               | -                  | -                  | -                  | -           | -           | -           | 33     | 3      |
| 2010-2011               | Erzgebirge Aue          | 2L                      | 30         | 1          | CG              | 1               | 0               | -                  | -                  | -                  | -           | -           | -           | 31     | 1      |
| 2011-2012               | Erzgebirge Aue          | 2L                      | 12         | 1          | CG              | 1               | 0               | -                  | -                  | -                  | -           | -           | -           | 13     | 1      |
| Totale Erzgebirge Aue   | Totale Erzgebirge Aue   | Totale Erzgebirge Aue   | 244        | 28         |                 | 8               | 0               |                    | -                  | -                  |             | -           | -           | 252    | 28     |
| 2012-2013               | Erzgebirge Aue II       | 5L                      | 11         | 0          | -               | -               | -               | -                  | -                  | -                  | -           | -           | -           | 11     | 0      |
| Totale carriera         | Totale carriera         | Totale carriera         | 369+       | 55+        |                 | 10              | 0               |                    | -                  | -                  |             | -           | -           | 379+   | 55+    |